# Xixona (ort)
Jijona är en ort i Spanien.   Den ligger i provinsen Provincia de Alicante och regionen Valencia, i den sydöstra delen av landet, 300 km sydost om huvudstaden Madrid. Jijona ligger 446 meter över havet och antalet invånare är 7 430.
Terrängen runt Jijona är lite bergig. Runt Jijona är det tätbefolkat, med 476 invånare per kvadratkilometer. Närmaste större samhälle är Ibi, 11,2 km nordväst om Jijona. Trakten runt Jijona består till största delen av jordbruksmark.